# Marek Galiński (cyclisme)
Pour les articles homonymes, voir Marek Galiński et Galiński.
Marek Galiński, né le 1er août 1974 à Opoczno et mort le 17 mars 2014 à Kielce, est un coureur cycliste polonais. Spécialiste du VTT, il est multiple champion de Pologne de cross-country et cross-country marathon. Il a représenté son pays lors de quatre Jeux olympiques (1996, 2000, 2004 et 2008)

## Biographie
Marek Galiński devient champion de Pologne de cyclo-cross espoirs en 1996. Il termine troisième dans la catégorie élite en 1998, année durant laquelle il devient champion de Pologne de VTT cross-country. En 2002, il passe professionnel au sein de l'équipe polonaise CCC-Polsat. Il est champion de Pologne de VTT cross-country entre 2004 et 2011. Aux Jeux olympiques d'été de 2008 à Pékin, il termine 13e de l'épreuve de VTT cross-country.
Il est décédé dans un accident de voiture à Brzegi lorsqu'il a dérapé et heurté un arbre. Il a été enterré au cimetière de Mroczków Gościnny le 20 mars 2014.

## Palmarès en VTT

### Championnats de Pologne
- 1993
  - 3e du championnat de Pologne de cross-country
- 1995
  - 2e du championnat de Pologne de cross-country
- 1996
  - 2e du championnat de Pologne de cross-country
- 1997
  - 2e du championnat de Pologne de cross-country
- 1998
  -  Champion de Pologne de cross-country
- 1999
  - 2e du championnat de Pologne de cross-country
- 2000
  -  Champion de Pologne de cross-country
- 2001
  - 2e du championnat de Pologne de cross-country
- 2004
  -  Champion de Pologne de cross-country
- 2005
  -  Champion de Pologne de cross-country
- 2006
  -  Champion de Pologne de cross-country
  -  Champion de Pologne de cross-country marathon
- 2007
  -  Champion de Pologne de cross-country
  -  Champion de Pologne de cross-country marathon
- 2008
  -  Champion de Pologne de cross-country
- 2009
  -  Champion de Pologne de cross-country
  -  Champion de Pologne de cross-country marathon
- 2010
  -  Champion de Pologne de cross-country
  -  Champion de Pologne de cross-country marathon
- 2011
  -  Champion de Pologne de cross-country
- 2012
  - 2e du championnat de Pologne de cross-country

## Palmarès en cyclo-cross
- 1995-1996
  -  Champion de Pologne de cyclo-cross espoirs
- 1997-1998
  - 3e du championnat de Pologne de cyclo-cross